# Policromo EA
Policromos EA são algumas das soluções corantes usadas na coloração de Papanicolau, são soluções corantes tricrômicas (três colorações), tendo como componentes corantes o verde luz amarelado, o pardo Bismarck e a eosina amarelada (Y), acrescido de ácido fosfotúngstico, o carbonato de lítio, dissolvidos em etanol 95% (96°GL).
Autores e fabricantes nomeam tais soluções como Papanicolau EA, ou Tricromo EA, ou combinações de tais termos, como soluções Policromo de Papanicolau
Se apresenta em algumas variações, relacionadas com a concentração dos corantes, chamadas EA 25, EA 36, EA 50 e EA 65.
O corante pardo Bismark tem sido omitido nas formulações mais recentes.

## Formulações[2]
| Componente           | EA 25 | EA 36  | EA 50  | EA 65   |
| -------------------- | ----- | ------ | ------ | ------- |
| verde luz amarelado  | 2.2 g | 2.25 g | 0.45 g | 1.125 g |
| pardo Bismarck       | 0.6 g | 0.5 g  | 0.5 g  | 0.5 g   |
| eosina amarelada (Y) | 2.2 g | 2.25 g | 2.25 g | 2.25 g  |
| ácido fosfotúngstico | 1.7 g | 2 g    | 2 g    | 2 g     |
| carbonato de lítio   | 5 mg  | 5 mg   | 5 mg   | 5 mg    |
| etanol 95%           | 1 L   | 1 L    | 1 L    | 1 L     |

### Preparação
Para cada variação:
Dissolver o pardo de Bismark em 100 mL de etanol, o verde luz amarelado em 450 mL de etanol,
e a eosina Y em outros 450 mL de etanol. Então combine as três soluções.
Adicione o ácido fosfotúngstico e o carbonato de lítio. Filtre.